# فولوكولامسك رايون

فولوكولامسك رايون على خريطة محافظة موسكو

فولوكولامسك رايون (الروسية: Волоколамский район) هي إحدى المناطق الإدارية في موسكو أوبلاست، مركزها الإداري هو مدينة فولوكولامسك. تقع في الجزء الغربي من محافظة موسكو وتبلغ مساحتها 1683.51 كيلومترا مربعا.
تحوي المدن والقرى التالية: فولوكولامسك، سيتشوفو، تيرايفو، نيليدوفو، نوسوفو وغيرها.

## توأمة
لفولوكولامسك رايون اتفاقيات توأمة مع:
- أوريول (19 نوفمبر 2014 - )[4]